# Sèrie Radeon HD 2000
La unitat de processament gràfic (GPU) amb el nom en codi Radeon R600 és la base de la sèrie Radeon HD 2000 i les targetes de vídeo de la sèrie FireGL 2007 desenvolupades per ATI Technologies. Les targetes HD 2000 competien amb la sèrie GeForce 8 de nVidia.

## Arquitectura
Aquest article tracta sobre tots els productes de la marca "Radeon HD 2000 Series". Tots contenen una GPU que implementa TeraScale 1, la primera microarquitectura de model shader unificat d'ATI per a ordinadors.

### Acceleració de vídeo
El nucli SIP del descodificador de vídeo unificat (UVD) està disponible a l'HD 2400 i l'HD 2600. Les matrius de GPU HD 2900 no tenen un nucli UVD, ja que els seus processadors de flux eren prou potents com per gestionar la majoria dels passos de l'acceleració de vídeo en el seu lloc, excepte la descodificació d'entropia i el processament de flux de bits que es deixen a la CPU.

### Altres característiques
El suport de codificació HDTV s'implementa mitjançant el codificador AMD Xilleon integrat; el xip complementari Rage Theatre utilitzat a la sèrie Radeon X1000 es va substituir pel xip digital Theatre 200, proporcionant capacitats VIVO.
Per a les sortides de visualització, totes les variants inclouen dos transmissors TMDS de doble enllaç, excepte els HD 2400 i HD 3400, que inclouen un transmissor TMDS únic i un de doble enllaç. Cada sortida DVI inclou un codificador HDCP de doble enllaç amb clau de desxifrat al xip. Es va introduir HDMI, que admet resolucions de pantalla de fins a 1.920 × 1.080, amb un controlador d'àudio HD integrat amb LPCM de 5.1 canals i suport de codificació AC3. L'àudio es transmet a través del port DVI, amb un dongle DVI-a-HDMI especialment dissenyat per a la sortida HDMI que transporta tant àudio com vídeo.
Totes les variants admeten la tecnologia CrossFireX. Es va millorar l'eficiència de CrossFire i mostra un rendiment que s'acosta al màxim teòric del doble del rendiment d'una sola targeta.

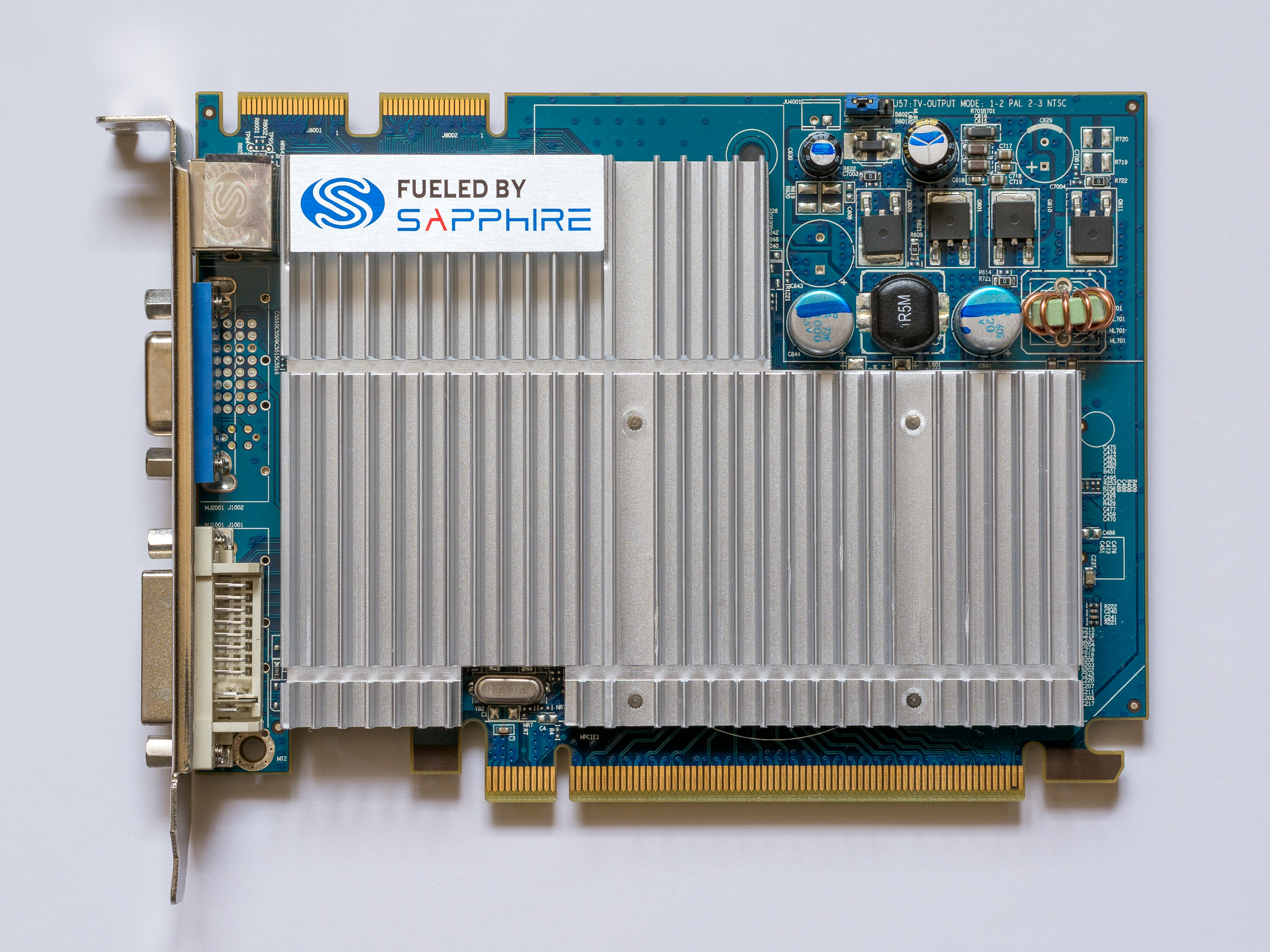
ATI Radeon HD 2400 XT

## Productes d'escriptori
La família R600 s'anomena sèrie Radeon HD 2000, amb el segment d'entusiastes la sèrie Radeon HD 2900, que originalment incloïa la Radeon HD 2900 XT amb memòria GDDR3 llançada el 14 de maig i la versió GDDR4 de major cronometratge a principis de juliol.
Els productes principals i del segment pressupostari eren les sèries Radeon HD 2600 i Radeon HD 2400, respectivament, ambdues llançades el 28 de juny de 2007.
Anteriorment, no s'oferien productes de la sèrie HD 2000 en el segment de rendiment, mentre que ATI utilitzava models de la generació anterior per abordar aquest mercat objectiu; aquesta situació no va canviar fins al llançament de variants de la sèrie Radeon HD 2900, la Radeon HD 2900 Pro i GT, que van omplir el buit del mercat de rendiment durant un curt període.